# Всеобщий германский рабочий союз
Всеобщий германский рабочий союз (ВГРС, собственно Всегерманский союз рабочих, нем. Allgemeiner Deutscher Arbeiterverein (ADAV)) — первая массовая партийная организация немецкого рабочего движения, основанная в 1863 году в Лейпциге. В 1875 году объединилась с Социал-демократической рабочей партией в Социалистическую рабочую партию Германии (с 1890 года — Социал-демократическая партия Германии).

## Предпосылки создания
Ослабление реакционной политики (после показательного процесса над Союзом коммунистов в Кёльне в 1852 году и после запрета политических союзов в 1854 году) в германских государствах в 1860 годах привело одновременно к инициативам по основанию полноценного политического представительства рабочих. Пользуясь поддержкой Германского национального союза, ряд активистов смог уже в 1862 году в Лондоне во время Всемирной выставки завязать контакт с иностранными рабочими и немецкими иммигрантами, в том числе с Карлом Марксом. Вдохновившись новыми идеями, на последовавшем собрании в Лейпциге было решено созвать всегерманский рабочий конгресс для учреждения политического представительства, в группу подготовки которого вошли, в первую очередь, члены лейпцигского образовательного кружка рабочих и ремесленников, и кроме того Август Бебель, Фридрих Фрицше, Юлиус Вальтайх и Отто Даммер. Бебель, надеясь в решении социального вопроса на сотрудничество с уже существующими партиями, вскоре покинул организационный комитет. 

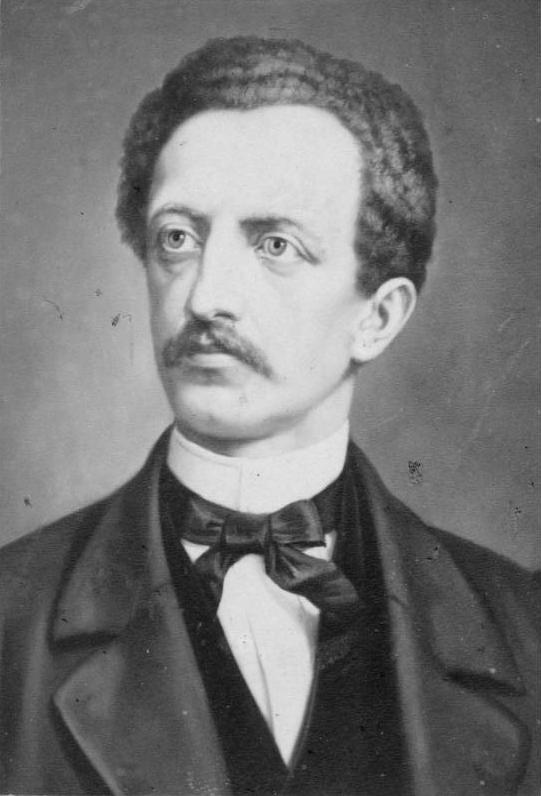
Фердинанд Лассаль

 Также и Герман Шульце-Делич, один из основателей Германского национального союза, считал преждевременным самостоятельное политическое представительство рабочих, как и их вхождение в Национальный союз. Поддержку комитету оказал журналист Фердинанд Лассаль, 1 марта 1863 года в открытом письме потребовавший скорейшего утверждения политической партии для рабочего сословия, которая должна выступить за справедливые и прямые выборы и добиться представительства в законодательной власти. Программа Лассаля, хотя и встретившая полемику со стороны либеральных политиков, была всё же принята подавляющим большинством лейпцигского комитета; в конце марта 1863 года к ним примкнули рабочие Гамбурга, Дюссельдорфа, Золингена, Кёльна, Бармена и Эльберфельда (Вупперталь).

## История
Официально Всеобщий германский рабочий союз был основан 23 мая 1863 года в концертном зале лейпцигской гостиницы «Пантеон», где присутствовали представители крупнейших промышленных центров Германии того времени. Фердинанд Лассаль был избран его президентом сроком на пять лет. Президент Союза был наделён при этом почти неограниченными полномочиями, и лишь позднее его власть была ограничена коллегиальным президиумом. С другой стороны, высшим партийным органом являлось генеральное собрание, созывавшееся ежегодно из числа избранных делегатов.
Тезис Лассаля о нерушимом законе оплаты труда, согласно которому наёмные рабочие всегда будут получать лишь минимально достаточную для выживания оплату своего труда, в известной степени предопределил политическое позиционирование и историю ВГРС. В качестве решения Лассаль предлагал создание самими рабочими производственных кооперативов, что, однако, было невозможно без государственной поддержки и без согласия парламента, что обусловило известную лояльность союза по отношению к государству и даже к политике Бисмарка, а также активное стремление к участию в прямых парламентских выборах. С другой стороны, именно эта позиция может объяснить подозрительное отношение к профсоюзам и группам взаимопомощи, деятельность которых считалась фактически бесполезной. При этом главным противником для Лассаля оказывалась либеральная буржуазия, предавшая, по его мнению, идеалы революции 1848 года. Открытая враждебность Лассаля к либералам вылилась, в итоге, в кровавое столкновение его сторонников с группой поддержки Прогрессистской партии в Золингене.
Как реакция на основание ВГРС, в июне 1863 года была провозглашено учреждение либерально-демократического Конгресса союзов германских рабочих (нем. Vereinstag Deutscher Arbeitervereine), где вскорости тон стали задавать Август Бебель и Вильгельм Либкнехт — основатели Социал-демократической рабочей партии.
Несмотря на все усилия Фердинанда Лассаля, число членов партии осталось при его жизни незначительным, составляя, видимо, всего несколько тысяч человек. К тому же, Карл Маркс и Фридрих Энгельс — фактически вдохновители партии — оставались скептичны в отношении перспектив кооперативного движения и критиковали враждебность Лассаля к либеральным и демократически настроенным политикам.
После смерти Лассаля на дуэли 31 августа 1864 года, его партию сотрясала внутренняя борьба за власть, приведшая к её расколу в 1867 году. Основной причиной этой борьбы были, однако, не столько идеологические расхождения, сколько разногласия и симпатии на личном уровне: прежде всего, вокруг персоны графини Хацфельд — ближайшей сподвижницы Лассаля и крупнейшего спонсора партии. Уже попытка утверждения нового председателя партии Бернхарда Беккера, на кандидатуру которого указал сам Лассаль в своём завещании, натолкнулась на противодействие Софии фон Хацфельд и ряда партийныйх членов, что, в итоге, вынудило Беккера отозвать свою кандидатуру. Также и идея выбрать главой ВГРС Карла Маркса была отвергнута из-за разницы в идеологических воззрениях; культ личности Лассаля и ещё больше — поддержка государственной политики Бисмарка закрепили разрыв с марксистами и Августом Бебелем.
На втором генеральном собрании партии во Франкфурте-на-Майне (30.11.—1.12.1865) новым президентом Всеобщего германского рабочего союза сроком на один год был избран Карл Вильгельм Тёльке (нем. Carl Wilhelm Tölcke, 1817—1893). Кроме того, по инициативе Фридриха Вильгельма Фритче было основано Всеобщее германское объединение рабочих-табачников (нем. Allgemeiner Deutscher Zigarrenarbeiterverband), ставшее фактически первым центрально организованным профсоюзом Германии.
В 1866 году наметилось постепенное сближение ВГРС и Конгресса союзов германских рабочих, при этом Август Бебель в качестве представителя Конгресса высказался за координацию совместных действий. В то же самое время позиции Карла Тёльке ослабли настолько, что он был вынужден уйти со своего поста. На последовавшем внеочередном собрании в Лейпциге в июне 1866 года президентом ВГРС стал Август Перл (нем. August Perl, 1837—1881), в условиях формирования Северогерманского союза посвятивший свои усилия популяризации идей всеобщей демократической выборной системы.
На четвёртом генеральном собрании в декабре 1866 года был оформлен окончательный разрыв со сторонниками Софии фон Хацфельд, основавшими в 1867 году Лассалевский всеобщий германский рабочий союз (ЛВГРС, иногда «хацфельдианцы», нем. Lassallescher Allgemeiner Deutscher Arbeiterverein).
В мае 1867 года на пятом генеральном собрании ВГРС новым президентом партии был избран Иоганн Баптист фон Швейцер (нем. Johann Baptist von Schweitzer, 1833—1875) — издатель и главный редактор партийной газеты «Социал-демократ», как минимум с 1865 определявший главную линию партии и призывавший сосредоточиться на парламентской работе с тем, чтобы добиться изменения законодательства в пользу рабочих. На выборах в северогерманский парламент первого созыва депутатский мандат от ВГРС получили сразу три кандидата: сам Щвейцер, Петер Адольф Рейнке и Вильгельм Хазенклевер; два депутата представляли ЛВГРС. В бундестаге Северогерманского союза Швейцер отстаивал право на (политическую) самоорганизацию, запрет детского труда и работы в воскресенье, выступал за десятичасовой рабочий день, за усиление государственного контроля в сфере производства и полный запрет оплаты труда натурой. Однако даже внесение этих предложений для общепармаментской дискуссии не удалось: так, Вильгельм Либкнехт отказался ставить свою подпись под проектами Швейцера, не желая таким образом усовершенствования Северогерманского союза. Вскорости заметился отход Швейцера от классических идей Лассаля: надежды на государственную поддержку уступили место требованиям активной борьбы за свободу, которая может быть достигнута лишь в союзе с рабочими других стран, а интерес к организации кооперативов был заменен вниманием к профсоюзной деятельности.
На генеральном собрании в августе 1868 года в Гамбурге важнейшей темой стало отношение к праву на забастовку, актуальное на фоне многочисленных стачек и в условиях грядущей отмены запрета на самоорганизацию. В итоге, забастовки хотя и объявлялись неспособными принципиально изменить положение рабочего класса, были признаны полезными для укрепления классового самосознания рабочих, в целях противодействия полицейскому произволу и для устранения отдельных недостатков. Было также постановлено созвать всегерманский конгресс рабочих с целью организации всеобщих профсоюзов.
16 сентября 1868 года Всеобщий германский рабочий союз был распущен по указанию лейпцигской полиции, и был заново основан в Берлине 10 октября того же года. Также в Берлине состоялся запланированный всегерманский конгресс, на котором присутствовало более 200 делегатов из 110 городов и на котором была основана зонтичная профсоюзная организация рабочих нем. Allgemeiner Deutscher Arbeiterschaftsverband, президентом которой был избран фон Швейцер.
Партийное собрание в Эльберфельде 1 марта 1869 года принесло ослабление позиций Швейцера и ограничение его полномочий как главы ВГРС. С другой стороны, Швейцер смог некоторое время спустя договориться с Либкнехтом и Бебелем о координации усилий в бундестаге. В июне в партийной газете Швейцер как президент ВГРС и Фриц Менде как президент ЛВГРС призвали к воссоединению партии с учётом идейного наследия Фердинанда Лассаля. Объединение состоялось по статутам 1863 года, и Швейцер получал почти полную власть в партии; кроме того политика поддержки профсоюзного движения была осуждена как ошибочная, что вызвало массивное недовольство и быстрое снижение числа членов партии. Между тем в августе 1869 года в Айзенахе состоялся объединительный конгресс различных рабочих организаций, на котором присутствовало около 100 делегатов ВГРС. Сторонники Швейцера, однако, не желали вхождения в Социал-демократическую рабочую партию и были исключены из дальнейшего участия в заседании. В октябре того же года Лассалевский всеобщий рабочий союз вновь отделился от ВГРС из-за разногласий по поводу новой партийной организации.
После поражения на выборах в рейхстаг в 1871 году Иоганн Баптист фон Швейцер покинул пост руководителя ВГРС, место которого занял Вильгельм Хазенклевер, под руководством которого в 1875 году состоялось объединение с Социал-демократической рабочей партией.